# Каиндыколь
Каиндыколь (каз. Қайындыкөл) — озеро в Фёдоровском районе Костанайской области Казахстана. Находится в 13 км к юго-востоку от посёлка Костычевка.
По данным топографической съёмки площадь поверхности озера составляет 4,15 км². Наибольшая длина озера — 3,1 км, наибольшая ширина — 2 км. Длина береговой линии составляет 8,8 км, развитие береговой линии — 1,21. Озеро расположено на высоте 196,1 м над уровнем моря.